# Змейский катакомбный могильник
Зме́йский катако́мбный моги́льник — аланский катакомбный могильник близ станицы Змейской в Северной Осетии. Известен с 1912—1918 гг. (Ф. С. Панкратов), но систематические раскопки были начаты в 1953 году С. С. Куссаевой, в 1957 г. были продолжены В. А. Кузнецовым, затем археологами СОГУ. Для позднего этапа аланской культуры ЗКМ является эталонным. Наиболее богатыми оказались катакомбы № 3, 14 и 15 (раскопки 1957 года).

## Общие сведения
Змейский катакомбный могильник (ЗКМ), расположенный у северного склона Кабардино-Сунженского хребта в месте выхода Терека из Эльхотовских ворот, является опорным памятником для изучения аланской культуры развитого средневековья и одним из наиболее хорошо исследованных некрополей средневекового аланского города.

## Исследования
Первые раскопки средневековых катакомб на юго-восточной окраине станицы Змейской произвёл в конце XIX века служивший во Владикавказе генерал А. Неверовский. Часть его материала попала в руки П. С. Уваровой и ею была опубликована с паспортом «Змейка», но без даты и попыток интерпретации.
В 1913—1914 гг. небольшие раскопки древних погребений в станице Змейской произвёл адъютант Управления Сунженского отдела Терской области есаул Ф. С. Панкратов. Интересные находки были переданы в Терский музей, но фактически остались неопубликованными. 
Третий раз археологические исследования коснулись ЗКМ в связи со строительством автомагистрали Москва—Тбилиси, начались они в 1953 году под руководством С. С. Куссаевой и велись четыре года. Отчёт о работе экспедиции крайне неудовлетворительный и не иллюстрированный, всё же даёт некоторую важную информацию о Змейском могильнике, позже подтверждённую дальнейшими исследованиями. Согласно Куссаевой территория ЗКМ — это огромной погребальное поле, на километр тянущееся в западном направлении, на котором должны находиться тысячи могил именно змейских алан. Серафима Куссаева пишет, что ею было вскрыто и обследовано до 50 катакомб. Следовательно, был получен немалый археологический материал. Однако, после безвременной кончины археолога, этот материал остался нетронутым.
В 1957 году охранно-спасательные раскопки в карьере Змейского кирпичного завода были продолжены отрядом СКАЭ под руководством Владимира Кузнецова (начальник экспедиции Е. И. Крупнов). Работа продолжалась три полевых сезона до 1959 г. и прекращена в связи с переводом В. А. Кузнецова в Карачаево-Черкесию для срочных раскопок в северном Зеленчукском храме, где в 1960 году должна была начаться реставрация по проекту архитектора П. Д. Барановского.
В 1981—1983 гг. охранные раскопки на территории кирпичного завода вели отряды Северо-Кавказской археологической экспедиции СОГУ, Н. И. Гиджрати (1981 г.), Р. Ф. Фидаров (1982 г.), В. Л. Ростунов (1983 г.).
В 1990 г. работами по изучению ЗКМ вновь руководил Р. Ф. Фидаров. В тот сезон было раскопано 20 катакомб и 2 погребения в грунтовых могилах. Сезон 1991 г. прошел под руководством Э. Ю. Шестопаловой. Удалось изучить 24 катакомбы, 7 погребений людей в грунтовых могилах и 7 конских захоронений.
С 1993 по 1998 г. ежегодные работы экспедиций Северо-Осетинского госуниверситета под руководством Р. Ф. Фидарова дали науке материалы 75 катакомб, 19 погребений в грунтовых могилах, 11 погребений коней и ряд объектов, относящихся к Змейскому могильнику.

## Палеогенетика
Змейский могильник (аланы) — X–XIV вв.
- DA164 __ Кат.182-п.2 __ Ж __ H5
- DA182 __ РI-кат.12-п.3 __ М __ U5a
- DA183 __ РI-кат.23-п.2 __ М __ J1c11a